# バティスト・タヴェルニエ
バティスト・タヴェルニエ（Baptiste Tavernier、1981年12月14日 - ）は、フランス出身の現代美術家、武道家である。迷路をモティーフとしたアート作品を制作する。

## プロフィール
タヴェルニエは、1981年に南仏ヴェゾン＝ラ＝ロメーヌで生まれた。幼少の頃より音楽に興味を持ち、パーカッションとサクソフォンを学んだ。小学校時代より迷路に興味を持ち、自ら迷路を書き始めた。モンペリエ第3大学音楽学学科を卒業後、パリ大学大学院にてデジタルアート修士を取得、同大学院博士課程（デジタルアート専攻）在籍中の2006年に、初来日した。
来日後は、フランスで修練を積んでいた薙刀をはじめ、各種武道や古武道に打ち込んだ。同時に、日本の伝統的な鎧や武具に魅せられ、漆塗りや縅の技法を研究・習得した。また、フランス時代から華道に親しんでおり、来日後は池坊で研鑽を積んだ。
タヴェルニエは、2010年より漆塗りの技法を用いた「迷路」アートの制作を始めた。

## アート活動
2015年に自身初となる個展をマイアミにて開催した。
同年、米国アート雑誌「7x7」において、絵画と詩のコラボレーション作品を発表した。
2016年、東京インターナショナルアートフェアにて、Global Art International賞を受賞した。
2017年、台北市にて回顧展「Past Corridors」を開催した。

## 武道
国際武道大学や日本武道学会において研究等の活動をした。
2014年、『Les Contes Du Samourai』を出版した。
2016年、宮本武蔵の『兵法三十五ケ条』の研究の集大成として、同書の仏訳である『Trente-Cinq Articles Sur La Strategie』を出版した。
外国人向けの武道専門誌「Kendo World」をアレキサンダー・ベネットらと発行。
タヴェルニエは、短剣道5段、銃剣道4段、なぎなた4段、抜刀道2段の段位を有する。

## 音楽
2003年から2006年の間、パリの現代音楽資料センター（CICM、Centre de recherche en Informatique et Creation Musicale, Paris）にて研究を行った。
同時期にパレ・ド・トーキョー／Le Cubeにおいて、モーションキャプチャを取り入れたコンテンポラリー・ダンスと音楽の舞台芸術『Espaces Sensibles』に出演、パーカッションとプログラミングを担当した。
2004年にパリ第8大学作曲コンクールにて入賞した。受賞曲は『10 Pieces Ephemeres』であった。
2009年、現代音楽レーベル「Innerside Records」を設立した。
同年、日本人尺八奏者の織茂サブを迎え、尺八とコンピュータ音楽のコラボレーションCD『Spheres』を発表した。
2012年、尺八ソロCD『鎌倉十二所』をプロデュースした。

## 出演
木佐彩子がホストを務めるNHKワールド「SPORTS JAPAN」に多数出演した。